# Galactia brachypoda
Galactia brachypoda är en ärtväxtart som beskrevs av John Torrey och Asa Gray. Galactia brachypoda ingår i släktet Galactia och familjen ärtväxter. Inga underarter finns listade i Catalogue of Life.